# Градељина
Градељина је насељено место у Босни и Херцеговини у општини Коњиц у Херцеговачко-неретванском кантону које административно припада Федерацији Босне и Херцеговине. Према попису становништва из 1991. у насељу је живјело 91 становника.

## Географија
Насеље се налази источно од Коњица, на планини Височици.

## Становништво
По последњем службеном попису становништва из 1991. године, у насељу Градељина живео је 91 становник. Сви становници су били Муслимани. Муслимани се данас углавном изјашњавају као Бошњаци.